# Chen Wan-ching
Chen Wan-ching (ur. 16 czerwca 1988 na Tajwanie) – tajwańska siatkarka grająca jako rozgrywająca. Obecnie występuje w drużynie National Taiwan Normal University.